# Idioma echuwabo
Echuwabo es una lengua hablada en los alrededores de la ciudad de Quelimane, en la provincia central de Zambezia, en Mozambique. Es una lengua bantú, de la familia Níger-Congo del grupo de lenguas Emakhuwa.
- Datos: Q5118412